# Governo de Nova Castela
Designou-se Governo de Nova Castela o governo que em 1528, no seio do Império Espanhol dividiu o território da América do Sul. Cedida a Francisco Pizarro, foi constituída por territórios Incas incorporados a Castela na conquista do Peru. Foi criada em 26 de Julho de 1528 mediante a Capitulação de Toledo.
Em maio de 1534 o Imperador Carlos V despachou varias cédulas modificando a divisão de 1528, dividindo a América Espanhola ao sul do Rio de Santiago em quatro governos. Cada uma destas governações ia desde a costa do Oceano Pacífico até a costa do Atlântico na linha de Tordesilhas. A mais setentrional (para Pizarro) foi a Nova Castela, firmada em 4 de Maio, 70 léguas ao sul do território outorgado a Pizarro em 1529.
Durante o reinado de Carlos V, uma real cédula firmada em Barcelona em 20 de Novembro de 1542 se criou o vice-reino do Peru, no lugar do Governo de Nova Castela.